# Rezurex
Rezurex – grupa grająca psychobilly oraz horror punk założoną w 2001 roku w Los Angeles. Ich pierwszą nazwą było Lobo Negro. 

## Skład
- Troy Russel - gitara prowadząca
- Jeff Roffredo - kontrabas, śpiew
- Jacob Tidwell - perkusja
- Daniel deLeon - śpiew, gitara

### Byli członkowie
- James Meza - perkusja (na płycie Beyond the grave)

## Dyskografia
- Dia De Los Muertos (EP, 2004)
- Beyond the Grave (2006)
- Psycho Radio (2008)